# Nihal Sarin
Nihal Sarin (Thrissur, 13 luglio 2004) è uno scacchista indiano.
Considerato un enfant prodige degli scacchi, è uno dei più giovani di sempre ad aver ottenuto il titolo di grande maestro, riconoscimento raggiunto all'età di 14 anni e un mese.

## Biografia
Nihal Sarin è nato a Thrissur città dello Stato del Kerala nell'India meridionale. Le sue capacità intellettuali spinsero i genitori e il nonno ad insegnargli il gioco degli scacchi alla tenera età di sei anni. Dotato di grande memoria, a tre anni e mezzo era già in grado di imparare i nomi scientifici degli insetti e delle piante.

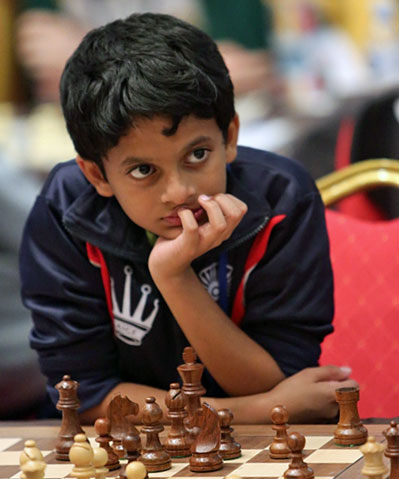
Nihal Sarin durante l'edizione 2014 del Mondiale Giovanile.

Dopo aver ottenuto i primi successi a livello locale e scolastico, vinse il Campionato del mondo giovanile blitz under-10 nel 2013, il Campionato del mondo under-10 nel 2014 e il Campionato del mondo under-18 (Online) nel 2020.
È noto per essere fortissimo nel gioco lampo.

## Carriera
Nel 2017, nel forte open di Sharja (1st Sharjah Masters 2017, vinto da Wang Hao) fece sensazione la sua vittoria nel primo turno, con il nero, contro il GM tedesco Matthias Bluebaum. La partita è stata commentata dal GM inglese Daniel King e da Nihal Sarin su YouTube.
In dicembre 2018, nel Campionato del mondo blitz di San Pietroburgo (vinto da Magnus Carlsen), si classificò 11º con 13,5 punti su 21 (+11 =5 –5). Vinse contro 11 grandi maestri molto più quotati di lui (tra parentesi l'Elo blitz): Oleksandr Zubov (2750), Lê Quang Liêm (2749), Gawain Jones (2722), Adly Ahmed (2675), Aryan Tari (2608), Salem Saleh (2645), Klementy Syčev (2594), Falko Bindrich (2639), Aleksandr Motylëv (2609), David Paravyan (2629) e Nikita Vitjugov (2696). Guadagnò 151 punti Elo, portando il suo rating blitz a 2657 punti.
Nel campionato del mondo blitz del 2019 a Mosca, vinto ancora da Carlsen, ha ottenuto 12 punti su 21 (+10 =4 –7), vincendo contro sette grandi maestri e pattando contro l'astro nascente Alireza Firouzja.
Nel dicembre 2020 vinse il campionato mondiale giovanile U18, svoltosi online a causa della Pandemia del Coronavirus. 
A gennaio del 2021 gli venne assegnato il premio di bellezza per la partita del mondiale U18 contro l'italiano Francesco Sonis. È del giugno dello stesso anno la vittoria al Silver Lake Open 2021, ottenuta da imbattuto con 8 su 9 e performance da 2807. A inizio del luglio successivo vince anche il Serbia Chess Open 2021, con 7,5 su 9 chiude davanti a Manuel Petrosyan e Vladimir Fedoseev
Nel 2022 In agosto vince la medaglia d'oro individuale alle Olimpiadi di casa in seconda scacchiera, con il punteggio di 7,5 su 10 e la performance di 2774 punti Elo. Con la seconda formazione schierata dall'India alle Olimpiadi di Chennai vince anche la medaglia di bronzo di squadra.
Dal 29 luglio al 24 agosto 2023 partecipa alla Coppa del Mondo di scacchi 2023 arrivando ai quarto turno, batte prima Axel Bachmann e Bogdan-Daniel Deac, poi viene sconfitto da Jan Nepomnjaščij.
Nel marzo 2025 a Tashkent vince il 18° Tashkent Open, imbattuto, con 8 punti su 10 .

## Elo
Ha raggiunto il suo record personale di punteggio nel marzo 2024, con un Elo di 2698 punti. (38º al mondo e 6º tra i giocatori Junior).